# 小行星2735
小行星2735（2735 Ellen）是一颗围绕太阳公转的小行星。1977年9月13日，舒爾特·巴斯、托德·R·勞爾在帕洛马山发现了此天体。
該小行星以美國天文學家艾倫·豪威爾命名。
这颗小行星的绝对星等为59.67410等。